# In the Summertime
In the Summertime är en låt skriven av Ray Dorset och lanserad av Mungo Jerry 1970. Det var gruppens debutsingel. Låten blev en stor internationell succé och var en av 1970 års största hitsinglar. Låten är en hyllning till sommarens varma och kravlösa dagar, och var också en sommarhit 1970. Gruppen betraktas ofta trots att de hade flera andra hitsinglar i Europa som ett one-hit wonder med denna låt.
Låten finns med i den svenska filmen Vägen ut och i ett flertal amerikanska filmer.
En cover av Elton John finns med på 'Chartbusters go Pop' från 1994.

## Listplaceringar
| Lista (1970)   | Position              |
| -------------- | --------------------- |
| Australien     | 1 (Go Set)            |
| Danmark        | 1 ("Pladetoppen")     |
| Finland        | 2                     |
| Flandern       | 1                     |
| Frankrike      | 1                     |
| Irland         | 1                     |
| Kanada         | 1 (RPM)               |
| Nederländerna  | 1                     |
| Norge          | 1 (VG-lista)          |
| Nya Zeeland    | 1                     |
| Schweiz        | 1                     |
| Storbritannien | 1                     |
| Sverige        | 1 (Kvällstoppen)      |
| Sverige        | 1 (Tio i topp)        |
| USA            | 3 (Billboard Hot 100) |
| Vallonien      | 1                     |
| Västtyskland   | 1                     |
| Österrike      | 1                     |